# Montcenis
Montcenis é uma comuna francesa na região administrativa de Borgonha-Franco-Condado, no departamento Saône-et-Loire. Estende-se por uma área de 12,31 km². Em 2010 a comuna tinha 2 071 habitantes (densidade: 168,2 hab./km²).